# Junkers Ju 86
Junkers Ju 86 byl německý dvoumotorový bombardovací a dopravní letoun, který vznikl na počátku 30. let. Civilní verze Ju 86B mohla přepravovat 10 cestujících; dva letouny byly dodány švýcarskému Swissairu a deset Lufthanse.

## Prototypy

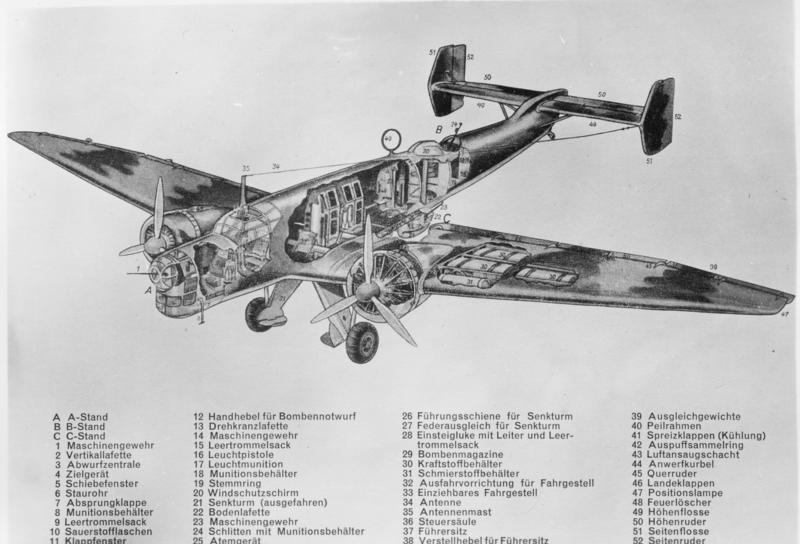
Nákres Ju 86

Prototyp Ju 86ab1 (Werk-Nr.4901) poprvé vzlétl 4. listopadu 1934 v Dessau s dvěma hvězdicovými, vzduchem chlazenými devítiválcovými motory Siemens SAM 22 o výkonu 500 k, které poháněly dvoulisté dřevěné pevné vrtule. Druhý prototyp Ju 86ba1 (Werk-Nr.4902, imatrikulace D-ABUK) s motory Jumo 205C byl zalétán 4. dubna 1935 a jednalo se o civilní dopravní variantu bez pumovnice a střelišť. Osádku tvořili tři členové, trup pojal deset cestujících. Třetí prototyp z ledna 1935 Ju 86cb (Werk-Nr.4903, D-AVEE) byl již vybaven prosklenou přídí a střelišti. Zprvu byl také vybaven motory SAM 22, ale s třílistými stavitelnými vrtulemi Hamilton. V březnu 1935 byl osazen motory Jumo 205C. Po zavedení nového systému značení prototypů dostal druhý civilní prototyp označení Ju 86 V4 (Werk-Nr.4904, D-AREV), který byl vzorem dopravní verze Ju 86 B. Vzlétl v květnu 1935 a již v létě byl předán společnosti Lufthansa, kde nesl jméno "Dresden" (později "Brocken"). V prosinci 1936 se vrátil do Dessau, kde byly jeho původní motory vyměněny za BMW 132Dc, se kterými u Lufthansy létal do 18. června 1937, kdy po chybě pilota v Hamburku havaroval. Poslední objednaný prototyp se vznětovými motory Junkers Jumo 205 Ju 86 V5 (Werk-Nr.4905, D-AHOE) odpovídal bombardovací verzi Ju 86 A. Tento letoun vzlétl v srpnu 1935 s novým přepracovaným křídlem, upraveným tvarem chladiče pod motorem a místo ostruhy měl ostruhové kolečko. Změn doznala také příď trupu a vysunovací, polozakrytá střelecká věž pod trupem.
V roce 1936 předala továrně Junkers první objednávku na civilní dopravní Ju 86 jihoafrická společnost South African Airways. SAA se rozhodla pro variantu poháněnou řadovými kapalinou chlazenými dvanáctiválci Rolls-Royce Kestrel XIV o vzletovém výkonu 548 kW. Tyto pohonné jednotky byly pokusně zabudovány do draku Ju 86 C-1 a stroj byl označen Ju 86 V7.
V roce 1937 zahájil letové zkoušky prototyp Ju 86 V8 (D-ADAA), což byl drak verze Ju 86 B-0 s instalovanými motory Pratt and Whitney Hornet S1E-G.
Následný Ju 86 V9 (D-AXII) byl drak varianty Ju 86 A-0 opatřen pohonnými jednotkami BMW 132 F, který se stal předlohou pro typ Ju 86 E.
Špatný výhled z pilotní kabiny, zvláště při startu a přistání, vedl k plnému prosklení přídě jednoho Ju 86 E, přeznačeného na Ju 86 V10, ze kterého vzešly sériové Ju 86 G.

## Sériové verze

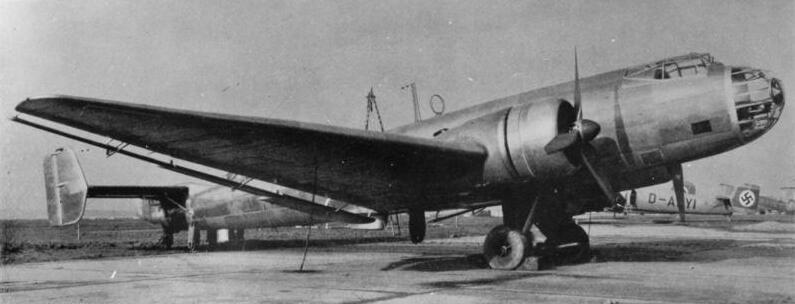
Ju 86 G

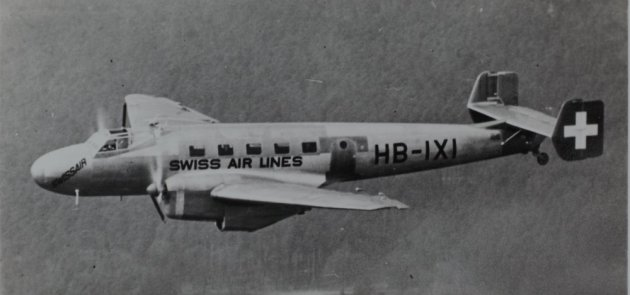
Junkers Ju 86 (HB-IXI, Swissair)

Na přelomu let 1935/36 bylo postaveno 12 předsériových bombardovacích strojů Junkers Ju 86 A-0 (Werk-Nr.0001 až 0006, 0013, 0015 a 0017 až 0020) se dvěma dieselovými motory Jumo 205 C-4 o výkonu 435 kW s třílistými stavitelnými vrtulemi Hamilton. Čtyřmístné letouny byly vyzbrojeny třemi pohyblivými kulomety MG 15 ráže 7,92 mm a zařazeny do zkušebních jednotek Luftwaffe.
Následující série třiceti Ju 86 A-0 (Werk-Nr.0021 až 0050) představovala většinou experimentální stroje.
Ve stejném období bylo v Dessau vyrobeno osm dopravních exemplářů Ju 86 B-0. První z nich (Werk-Nr.0007, D-AXEO, "Bückeberg") převzala Lufthansa v srpnu 1936, který zpočátku nasadila na linku z Dessau do Bathurstu v západní Africe. Druhý Ju 86 B-0 (Werk-Nr.0008, HB-IXI) byl prodán společnosti Swissair, která letoun nasadila jako poštovní na nočních spojích mezi Curychem a Frankfurtem nad Mohanem. Ostatní dostala opět Lufthansa v červnu a červenci 1936 (Werk-Nr.0009, D-AHYP, "Schneekoppe", Werk-Nr.0010, D-ALOZ, "Zugspite", Werk-Nr.0011, D-AQER, "Inselberg", Werk-Nr.0012, D-AZAH, "Feldberg" a Werk-Nr.0014, D-AFAF, "Watzmann"). Poslední z osmi předsériových civilních "šestaosmdesátek" obdržela hvězdicové motory BMW 132 Dc a označena Ju 86 Z-2 (Werk-Nr.0016, D-ANUV).
Začátkem léta 1936 byla jednotka KG 152 "Hindenburg" (později KG 1) vyzbrojena prvními sériovými bombardovacími letouny Junkers Ju 86 A-1.
Raná verze Ju 86 D-1, poprvé předvedena v říjnu roku 1936 v Bückebegu, byla poháněna dvěma diesely Jumo 205C-4 o výkonu 600 k. Vznikla prodloužením ocasní části jednoho z předsériových Ju 86 A-0 o 0,42 m, aby se zlepšila stranová stabilita. V polovině února 1937 byly čtyři stroje odeslány do Španělska, kde byly zařazeny do zkušební bombardovací letky VB/88 Legie Condor (trupová označení 26•1 až 26•4). Již 23. února 1937 byl první z nich ztracen v oblasti Andújaru, pilot Leutnant Rudolf Kaufmann a dva členové posádky Uffz Gerhard Bowitz a Uffz Heinrich Siefken zahynuli, radista Günther Loehning padl do zajetí. Na jaře 1937 měla VB/88 základnu na letišti Burgos a velel jí Oberleutnant Rudolf Freiherr von Moreau. V roce 1938 byla rozpuštěna a nahradila ji jednotka K/88, která obdržela ještě jeden Ju 86 D-1 (26•5). Poslední dva letuschopné Junkersy byly od srpna 1938 zařazeny u Grupo Mixto 86-G-70 španělského nacionalistického letectva pod velením Fernanda Martíneze Mejias. Po ukončení bojů sloužily ještě několik let v letectvu této země.
V únoru 1937 byly dokončeny dva letouny Ju 86 Z-1 s pohonnými jednotkami Jumo 205 C určené pro Swissair (HB-IXE) a Airlines of Australia (VH-UYA). Švýcarský stroj nahradil první dodaný HB-IXI a po dvou letech provozu byly jeho motory Jumo nahrazeny hvězdicovými BMW 132 Dc. Po přestavbě v desavské továrně se do Švýcarska navrátil jako Ju 86 Z-2 s novou imatrikulací HB-IXA, 20. července 1939 havaroval na letišti v Kostnici.
Australský stroj pojmenovaný Lawrence Hargrave se po šestiměsíční službě vrátil zpět firmě Junkers a jeho poznávací značka byla změněna na D-AGEY
Mezi květnem a červencem 1937 bylo Lufthanse dodáno po jednom Ju 86 C-0 (Werk-Nr.0972, D-AKOI, "Kaiserstuhl") a pěti Ju 86 C-1 (Werk-Nr.0973, D-AQEA, "Schauinsland", Werk-Nr.0974, D-ASOE, "Hesselberg", Werk-Nr.0975, D-AVOE, "Obersalzberg", Werk-Nr.0976, D-AMYO, "Melibokus" a Werk-Nr.0977, D-AJUU, "Vogelsberg"). Všech šest strojů s delší ocasní částí trupu a motory Jumo 205 C převzala v roce 1940 Luftwaffe.
Dobré výkony prototypu V9 vedly Luftwaffe k objednání malé, asi třicetikusové série Ju 86 E-1, které byly dodávané od druhé poloviny roku 1937 s motory BMW 132 F o vzletovém výkonu 588 kW. Následující typ Junkers Ju 86 E-2 byl vybaven novějšími a výkonnějšími pohonnými jednotkami BMW 132 N o vzletovém výkonu 627 kW.
Výroba běžných Ju 86 končila verzí Ju 86 G-1 s plně prosklenou přídí s instalovaným kulometem MG 15 a výbavou pro lety bez vidu. Výrobní linky začala opouštět na jaře 1938 a celková produkce dosáhla zhruba 40 kusů.

## Zahraniční uživatelé

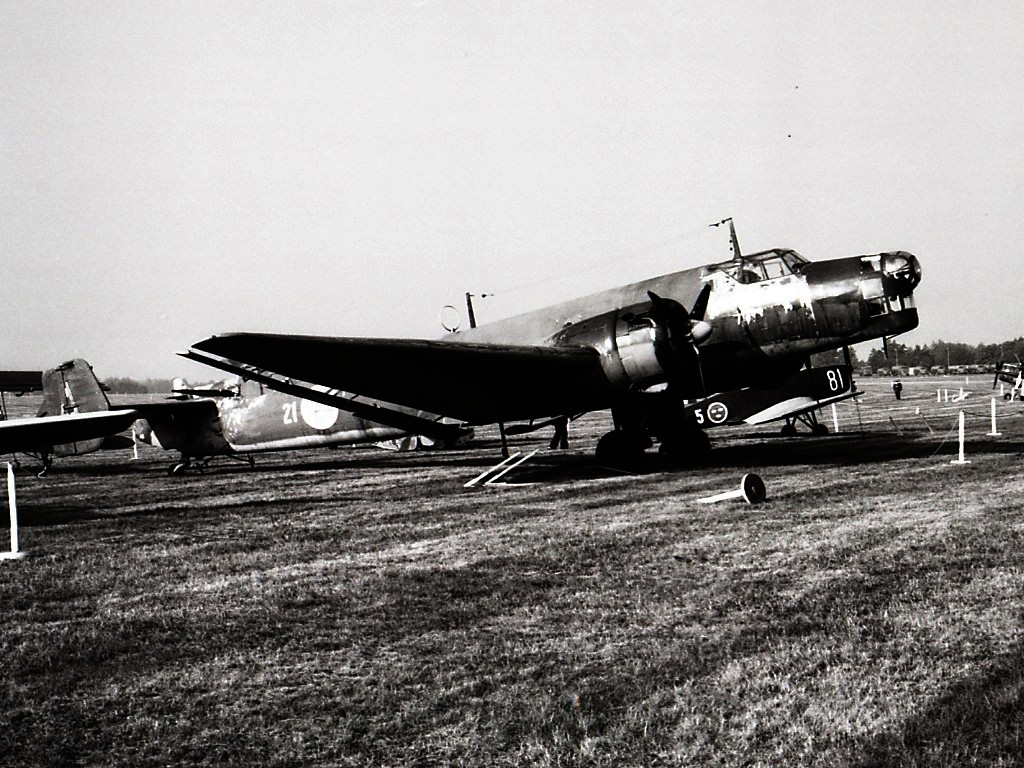
Švédský Junkers Ju 86 (B 3) v roce 1976, dnes jediný dochovaný stroj

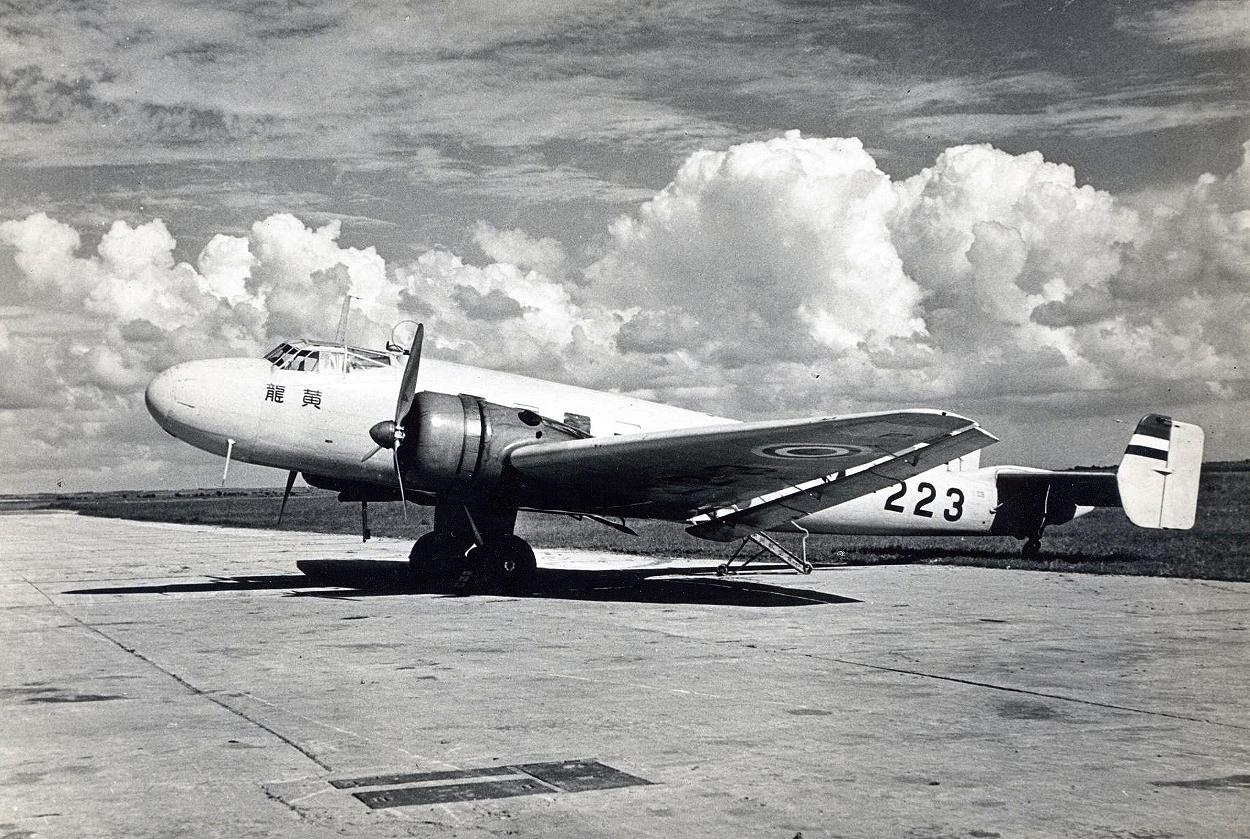
Mandžuský Junkers Ju 86 Z, M-223 "Huánglóng"

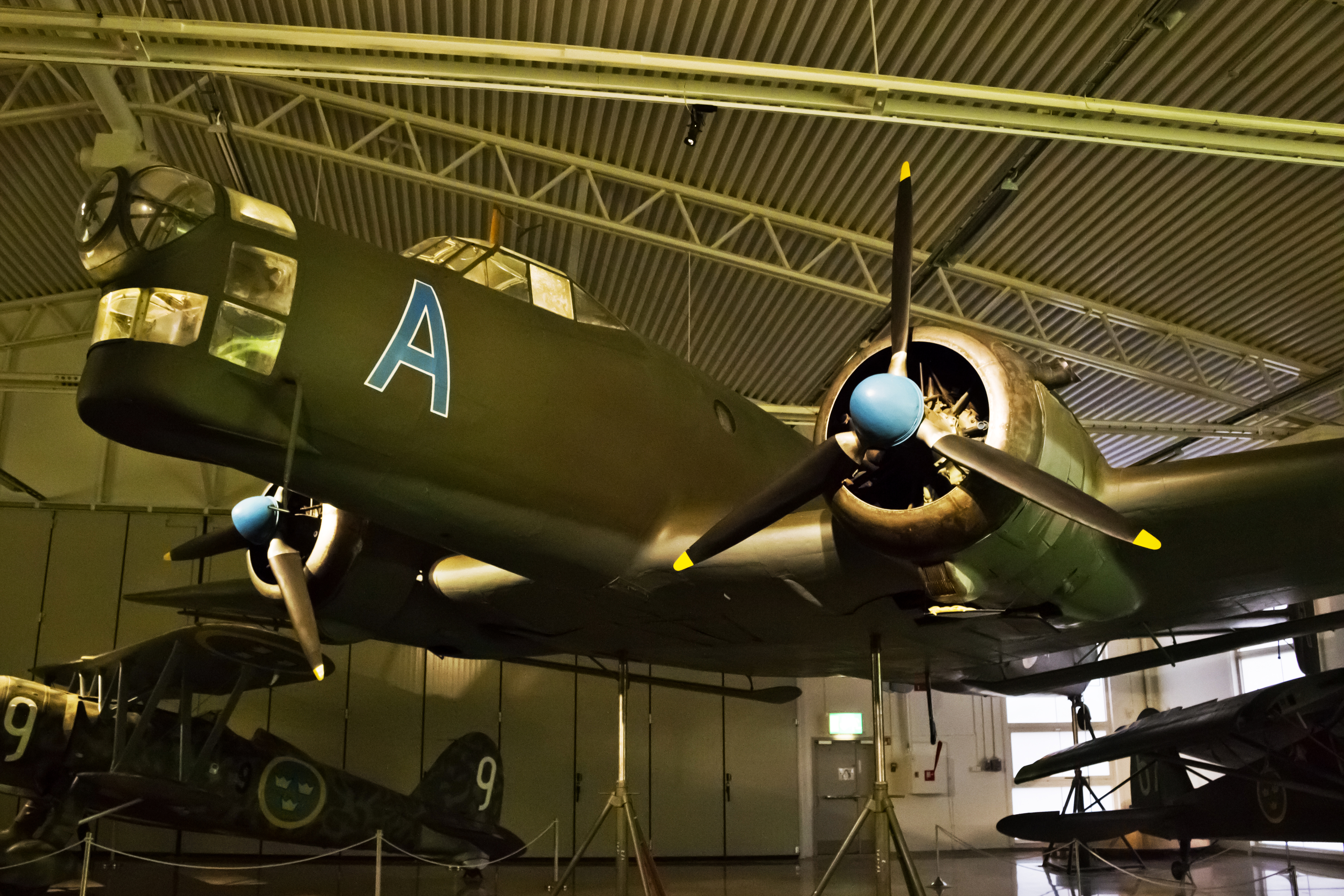
Junkers Ju 86 ve Flygvapenmuseum

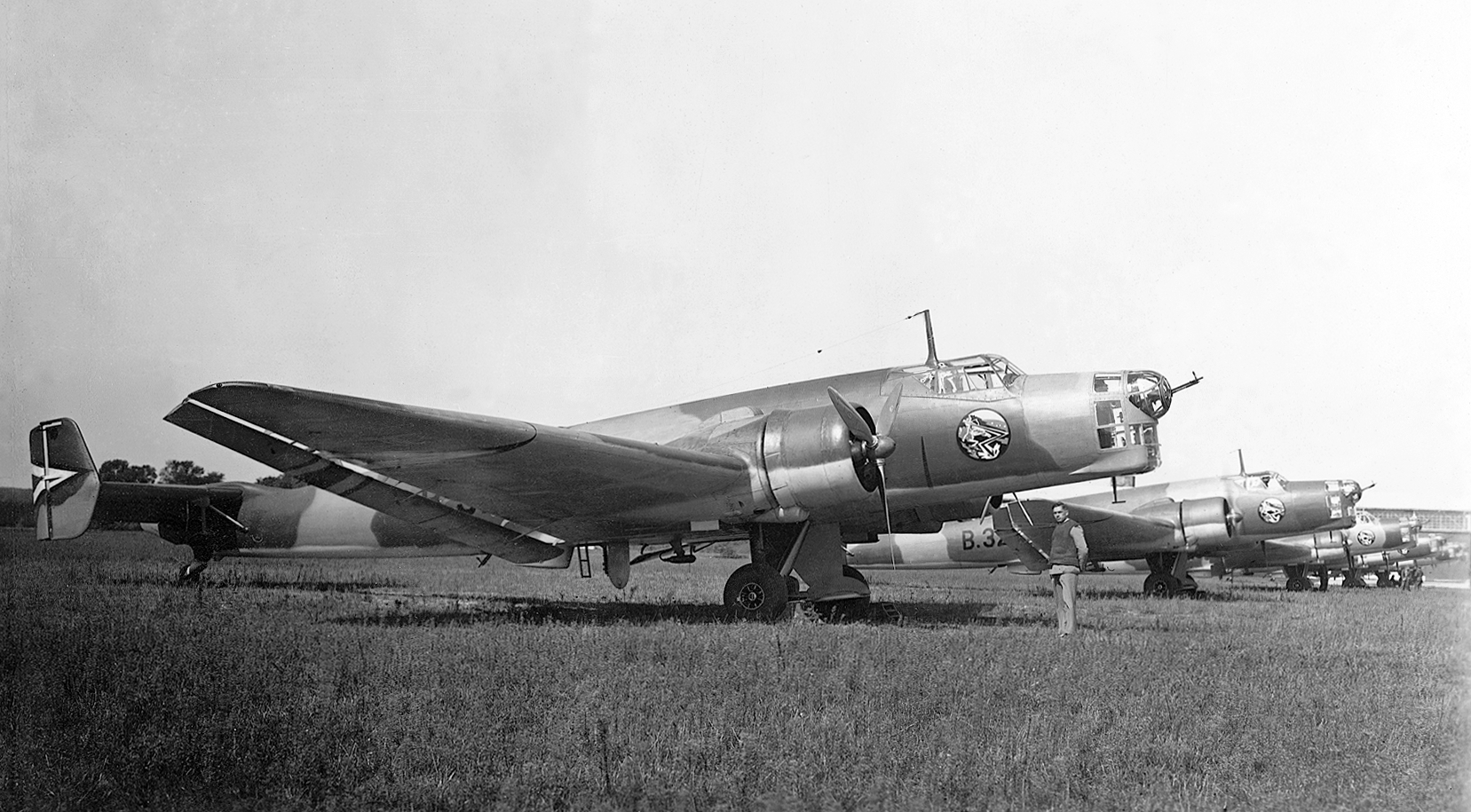
Maďarský Ju 86 K-2

Prvním zahraničním zájemcem o bombardovací Ju 86 se stalo Švédsko. Švédové však vznesli požadavek na záměnu vznětových motorů za zážehové. Firma Junkers zareagovala 30. června 1936 montáží motorů Pratt and Whitney S1E-G Hornet do draku Ju 86 A-1. V prosinci byl stroj pod označením Ju 86 A-K1 dodán do Švédska, odkud mezitím přišla objednávka na další dva stroje s motory Hornet. Letouny byly oficiálně označeny Ju 86 K-1, ve Švédsku pak B 3. Následná objednávka na 37 kusů byla rozdělena na dvacet strojů s hvězdicovými motory Bristol Pegasus III, které licenčně vyráběla domácí firma Nohab Flymotorfabriker pod označením My III, zbylých sedmnáct s pohonnými jednotkami Pegasus XII (My XII). Letouny s motory My III o maximálním výkonu 603 kW nesly označení Ju 86 K-4, švédské označení B 3 A, stroje s motory My XII o výkonu 676 kW pak Ju 86 K-5, B 3 B. Švédové poté zakoupili licenční práva a rozběhli sériovou výrobu v nově postaveném závodě SAAB. Původní plán na výrobu 40 exemplářů byl zredukován na 16 licenčních B 3 C, které nesly u firmy Junkers typové označení Ju 86 K-13. Jejich pohon zajišťovaly motory My XXIV (Pegasus XXIV) o maximálním výkonu 720 kW a licenční výroba B 3 C probíhala od srpna 1939 do ledna 1941. V roce 1941 Švédové zakoupili polské motory Pegasus XIX o maximálním výkonu 614 kW, které zaměnili za původní u všech letounů B 3 C. Nová varianta nesla označení B 3 D. SAAB rovněž přebudoval všechny B 3 A na model B 3 C-2 zástavbou nových motorů Pegasus XXIV.
Flygvapnet používal Ju 86 od roku 1937 do roku 1944 jako bombardovací, poté do roku 1948 jako torpédové. Po roce 1948 byly přestavěny na dopravní pro 12 cestujících a v civilním sektoru sloužily do svého vyřazení v roce 1956.
Jeden Ju 86 Z-7 (SE-BAE, "Svalan") byl dodán švédským aeroliniím AB Aerotransport a létal v letech 1938 až 1940 jako poštovní na lince Stockholm-Malmö-Hannover. Pak ho používalo švédské letectvo jako dopravní stroj do roku 1958.
V roce 1937 byly tři Ju 86 Z-1 prodány do Chile.
Bolivijská společnost Lloyd Aéro Boliviano zakoupila tři Ju 86 Z-7 s motory Hornet S1E-G, které v roce 1941 převzalo bolivijské letectvo.
Dvanáct Ju 86 Z-2 s motory BMW 132 Dc zakoupila mandžuská vláda pro Mandžuskou leteckou společnost v Mukdenu.
První tři letouny pro Jižní Afriku byly dodány v roce 1936 pod označením Ju 86 Z-3. Během služby se projevila poruchovost motorů Kestrel, proto bylo dalších 17 strojů dodáno aerolinkám SAA ve variantě Ju 86 Z-7 s motory Hornet. Jihoafrickou vládou byl také zakoupen jeden Ju 86 K-1 (ZS-ANI, "Lady Ann Barnard"), aby vyzkoušela jeho vhodnost pro své letectvo.
V době vypuknutí druhé světové války převzalo 18 Ju 86 jihoafrické letectvo SAAF, kde byly upraveny montáží horního a spodního střeliště. Vytvořilo z nich čtyři perutě po třech letounech-13. peruť v Durbanu, 14. v Port Elisabeth, 15. v Kapském Městě, 16. ve Walvis Bay a prováděly především protiponorkové hlídkové lety. Později byly všechny čtyři perutě sloučeny do 32. peruti, kde byly její Ju 86 nahrazeny v květnu 1940 v hlídkové službě letouny Avro Anson a samy přešly k transportním úkolům ve východní Africe. V červnu se přemístily na základnu v keňské Mombase, odkud operovaly proti italským vojskům v Etiopii a Somálsku. Do září 1942 byly všechny jihoafrické Ju 86 nahrazeny letouny Martin Maryland a Lockheed Ventura.
Portugalsko získalo v roce 1937 deset bombardovacích Ju 86 K-6 vybavených motory Hornet. Používala je Grupo Bombardeamento de Dia vojenského letectva Arma de Aeronáutica.
Rakouské Luftstreitkräfte do anšlusu obdržely pouze tři z osmnácti v roce 1937 objednaných Ju 86 E-2.
Začátkem roku 1938 převzalo Maďarské královské letectvo první z celkem 66 objednaných Ju 86 K-9, které byly zařazeny do 3. bombardovacího pluku. Tvořila ho 1. bombardovací skupina se dvěma letkami po devíti letounech v Tapolca a z 2. bombardovací skupiny se třemi letkami po devíti letounech na letišti Pápa. Později obdržela své Ju 86 K letka 2/3 z 2. cvičné bombardovací skupiny v Szombathely. Po rozdělení Československa v březnu 1939 vstoupila maďarská vojska na území Podkarpatské Rusi patřící tehdy formálně Slovenskému státu. Během krátkého ozbrojeného konfliktu bombardovalo 18 Ju 86 K z letek 3/4 a 3/5 letiště ve Spišské Nové Vsi a slovenské pozice v údolí u Perečína.
Po reorganizaci v létě roku 1940 mělo maďarské letectvo tři skupiny (3/II, 4/I a 4/II) se šesti letkami Junkersů Ju 86 K.
Od června 1941 do začátku roku 1942 operovaly maďarské Ju 86 K také proti Sovětskému svazu.

## Výškové verze

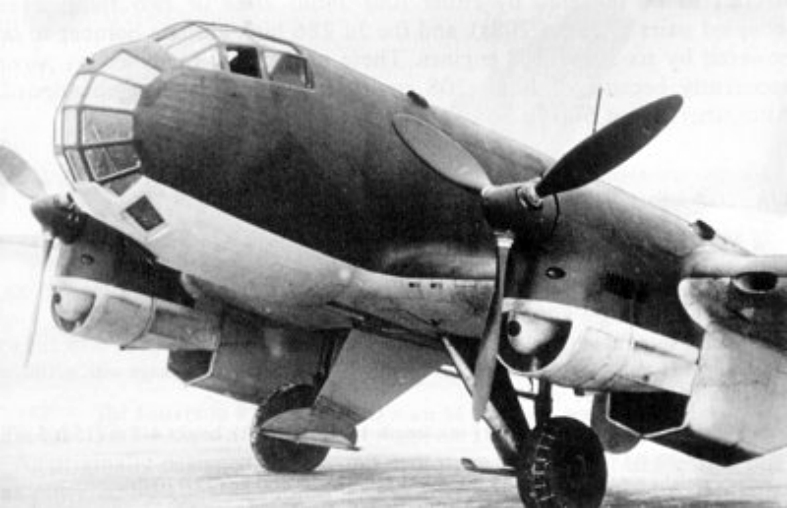
Junkers Ju 86 P, 1940

V okamžiku vypuknutí druhého světového konfliktu bylo jasné, že Junkers Ju 86 je jako bombardovací stroj beznadějně zastaralý. Firma Junkers se proto rozhodla udělat z něj výškový průzkumný letoun. Jako prototypy posloužily draky tří Ju 86 D s odstraněným horním i dolním střelištěm a vestavěnou dvoumístnou přetlakovou kabinou. Pohon zajišťovaly dva vznětové šestiválcové motory Junkers Jumo 207 A-1 o vzletovém výkonu 725 kW. První prototyp s označením Junkers Ju 86 P V1 (D-AUHB) byl zalétán 14. února 1940 o měsíc později následovaný Ju 86 P V2. Zlepšení výškových parametrů přineslo zvětšení rozpětí prodloužením konců křídla na 25,60 m z původních 22,50 m u prototypu Ju 86 P V3. Do poloviny roku 1940 bylo vyrobeno osm letounů Ju 86 P. Dva převzala Erprobungsstelle v Rechlinu, dva Junkers Motorenwerke a čtyři používala firma Junkers v Dessau jako zkušební.
Luftwaffe, spokojená s novým typem, objednala 40 starších verzí bombardéru Ju 86 D, které byly přestavěny na výškový typ Ju 86 P. Ten byl vyráběn ve variantě Ju 86 P-1 jako výškový bombardér schopný nést čtyři pumy po 250 kg, nebo 16 pum po 50 kg a fotoprůzkumné variantě Ju 86 P-2 se třemi plně automatickými kamerami. Tyto letouny jednotky 4./Aufkl.Gr.Ob.d.L několik let úspěšně sloužily nad Británií a SSSR ze základen v Krakově a Bukurešti a nad Severní Afrikou. 24. srpna 1942 byl letoun Ju 86 P-2 jednotky 2.(F)/Aufkl.Gr 123 operující ze základny Kastelli na Krétě sestřelen výškovou verzí letounu Spitfire V ze základny Abú Kír nad Egyptem. Po této akci byla všem ostatním Ju 86 P-2 na blízkovýchodním bojišti instalována obranná výzbroj tvořená jedním dálkově ovládaným kulometem MG 17 ráže 7,92 mm. Navzdory tomuto opatření došlo činností Spitfirů ke ztrátě dalších dvou výškových Junkersů této jednotky, která se v srpnu 1943 přemístila do Řecka.
Po incidentech nad Egyptem začali Junkersovi konstruktéři pracovat na nové výškové variantě Ju 86 R s křídlem o rozpětí 32,00 m. Za pohon byly vybrány motory Jumo 207 B-3 o vzletovém výkonu 735 kW, které roztáčely čtyřlisté vrtule. Malý počet strojů Ju 86 P-1 byl přestavěn na výškovou bombardovací verzi Ju 86 R-2 a z letounů Ju 86 P-2 se po přestavbě staly výškové průzkumné Ju 86 R-1.

## Specifikace (Ju 86R)

### Technické údaje
- Osádka: 2
- Rozpětí: 32 m
- Délka: 16,46 m
- Výška: 4,7 m
- Nosná plocha: 82 m²
- Hmotnost prázdného stroje: 6700 kg
- Maximální vzletová hmotnost: 11 530 kg
- Pohonné jednotky: 2× diesel Junkers Jumo 207B-3/V
- Výkon pohonné jednotky: 746 kW

### Výkony
- Maximální rychlost: 420 km/h
- Dostup: 13 000 m
- Stoupavost: 4,67 m/s
- Dolet: 1580 km